# Lista do Patrimônio Mundial na Ásia Oriental
- China
- Coreia do Norte
- Coreia do Sul
- Japão
- Mongólia

Património Mundial na Ásia Oriental

A Organização das Nações Unidas para a Educação, a Ciência e a Cultura (UNESCO) propôs um plano de proteção aos bens culturais do mundo, através do Comité sobre a Proteção do Património Mundial Cultural e Natural, aprovado em 1972. Esta é uma lista do Patrimônio Mundial existente na Ásia Oriental, especificamente classificada pela UNESCO e elaborada de acordo com dez principais critérios cujos pontos são julgados por especialistas na área. A Ásia Oriental, formada por cinco Estados-parte, é uma das sub-regiões classificadas pela UNESCO, sendo parte integrante da região Ásia e Pacífico.
Para a definição da UNESCO, a Ásia Oriental é composta pelos Estados-parte: China, Coreia do Norte, Coreia do Sul, Japão e Mongólia. Apesar de constituída pelo menor número de Estados-parte, a a sub-região abriga uma grande concentração de sítios classificados, sendo um total de 103 sítios listados no Patrimônio Mundial. A República Popular da China é o país da sub-região com maior quantidade de sítios classificados (total de 55 sítios), seguida pelo Japão (com 25 sítios), Coreia do Sul (com 15 sítios) e Mongólia (com 5 sítios, incluindo um deles compartilhado com a Rússia). A Coreia do Norte, em contrapartida, possui 2 sítios classificados pela UNESCO de interesse Cultural. Os primeiros sítios da sub-região (todos localizados na China) foram inscritos na 11ª Sessão do Comité do Património Mundial, realizada em Paris (França) em 1987. O sítio da sub-região mais recentemente inscrito é Getbol, planícies de maré coreanas (na Coreia do Sul), inscrito na 44ª sessão do Comité do Patrimônio Mundial em Fuzhou (China), em julho de 2021.

## Sítios do Patrimônio Mundial
A sub-região da Ásia Oriental conta atualmente com os seguintes lugares declarados como Patrimônio da Humanidade pela UNESCO:
| Sítio                                                                                      | Imagem | País          | Localização         | Critério                            | Ano  | Descrição | Ref.   |
| ------------------------------------------------------------------------------------------ | ------ | ------------- | ------------------- | ----------------------------------- | ---- | --- | ------ |
| Palácios Imperiais das Dinastias Ming e Qing em Pequim e Shenyang                          |        | China         | Pequim              | Cultural: (i)(ii)(iii)(iv)          | 1987 | Este sítio serial reúne edifícios que foram sede do poder monárquico chinês durante mais de cinco séculos, como a Cidade Proibida de Pequim e o Palácio Imperial de Cheniangue. A Cidade Proibida constitui um testemunho inestimável da civilização chinesa durante o período das dinastias Ming e Qing enquanto o Palácio de Cheniangue possui uma importante biblioteca que testemunhou a fundação da última dinastia a governar a China antes de expandir seu poder para o centro do país e se mudar a capital para Pequim.            | [ 5 ]  |
| Mausoléu do Primeiro Imperador Qin                                                         |        | China         | Xianxim             | Cultural: (i)(iii)(iv)(vi)          | 1987 | O mausoléu de Qin Shihuang (morto em 210 a.C.), o primeiro Imperador da China, é decorado por uma centena de estátuas em terracota que representam guerreiros de seu exército pessoal. O monumento, escavado e estudado por autoridades chinesas desde 1974, está situado no centro de um complexo projetado para espelhar o plano urbano da então capital imperial Xianyang. As pequenas estátuas de guerreiros são todas diferentes, com seus cavalos, carruagens e armamentos específicos, sendo considerados obras-primas do realismo. | [ 6 ]  |
| Grutas de Mogao                                                                            |        | China         | Gansu               | Cultural: (i)(ii)(iii)(iv)(v)(vi)   | 1987 | Estrategicamente localizadas ao longo da Rota da Seda, no cruzamento do comércio e das influências religiosas, culturais e intelectuais, as 492 celas e santuários rupestres de Mogao são famosos por suas estátuas e pinturas nas paredes, abrangendo 1.000 anos de arte budista. | [ 7 ]  |
| Monte Tai                                                                                  |        | China         | Xantum              | Misto: (i)(ii)(iii)(iv)(v)(vi)(vii) | 1987 | O sagrado Monte Taishan é um local de culto e peregrinação há cerca 2.000 anos, abrigando obras-primas artísticas em perfeita harmonia com a paisagem natural circundante. Ao longo de sua ocupação pela civilização chinesa, o Monte Tai foi uma fonte de inspiração para artistas e estudiosos chineses e simboliza as antigas civilizações e crenças tradicionais regionais. | [ 8 ]  |
| Sítio do Homem de Pequim em Zhoukoudian                                                    |        | China         | Pequim              | Cultural: (iii)(vi)                 | 1987 | O sítio abriga vestígios do Sinanthropus pekinensis (conhecido popularmente como "Homem de Pequim"), que viveu no Pleistoceno Médio, juntamente com vários objetos, e vetígios de Homo sapiens sapiens que datam de 18.000 a 11.000 a.C. O sítio não é apenas um testemunho excepcional das sociedades humanas pré-históricas do continente asiático, mas também ilustra o processo de evolução humana. | [ 9 ]  |
| A Muralha da China                                                                         |        | China         |                     | Cultural: (i)(ii)(iii)(iv)(vi)      | 1987 | A Grande Muralha é um extenso conjunto de fortificações construídas durante o reinado de Qin Shihuang, a partir de 220 a.C., para formar um único sistema de defesa contra as invasões do norte. A construção do sistema defensivo continuou até a Dinastia Ming (1368–1644), quando a Grande Muralha se tornou a maior estrutura militar do mundo. Sua relevância histórica e estratégica é igualada apenas por sua importância arquitetônica.                                                                                            | [ 10 ] |
| Monumentos Budistas na Região de Horyu-ji                                                  |        | Japão         | Nara                | Cultural: (i)(ii)(iv)(vi)           | 1993 | Existem cerca de 48 monumentos budistas nas áreas dos templos de Hōryū-ji e no menor Hokki-ji, na província de Nara. Muitos datam do final do século VII ou início do século VIII, tornando-os alguns dos edifícios de madeira mais antigos do mundo. Essas obras-primas da arquitetura em madeira ilustram o desenvolvimento da arquitetura budista japonesa no início da propagação do budismo no Japão a partir da Península da Coreia.                                                                                                 | [ 11 ] |
| Castelo de Himeji                                                                          |        | Japão         | Hyogo               | Cultural: (i)(iv)                   | 1993 | O complexo de Himeji-jo é considerado o melhor exemplar restante da arquitetura de castelo japonês do início do século XVII, compreendendo 83 edifícios com sistemas de defesa que datam do início do Período Sengoku. Uma obra-prima da construção em madeira, o castelo combina a função militar defensiva com o valor estético e decorativo, sendo marcado pelas paredes de taipa rebocadas de branco as múltiplas camadas de telhado.                                                                                                  | [ 12 ] |
| Shirakami-Sanchi                                                                           |        | Japão         | Akita               | Natural: (ix)                       | 1993 | Localizado nas montanhas do norte de Honshū, este sítio compreende os últimos remanescentes de floresta virgem da faia de Siebold que outrora cobria as colinas e encostas das montanhas do norte do Japão. A região é habitat natural de diversas espécimes como o urso-preto-japonês (Ursus thibetanus japonicus) e o serau japonês (Capricornis crispus). | [ 13 ] |
| Yakushima                                                                                  |        | Japão         | Kagoshima           | Natural: (vii)(ix)                  | 1993 | Localizada na Ilha Yaku, no ponto de encontro das regiões paleoártica oriental, Yakushima possui uma flora rica, com aproximadamente 1.900 espécies e subespécies, incluindo espécimes antigos de cedro japonês (Cryptomeria japonica). A ilha também contém um remanescente de uma antiga floresta temperada quente que é exclusiva desta região. | [ 14 ] |
| Monumentos Históricos da Antiga Quioto                                                     |        | Japão         | Quioto              | Cultural: (ii)(iv)                  | 1994 | Construído em 794 inspirada nas capitais da China antiga, Quioto serviu como a capital imperial do Japão desde sua fundação até meados do século XIX. Como um centro da cultura japonesa por mais de um milênio, Quioto ilustra o desenvolvimento da arquitetura japonesa de madeira, particularmente a arquitetura religiosa e a arte da jardinagem japonesa, que influenciou o paisagismo em todo o mundo. | [ 15 ] |
| Aldeias Históricas de Shirakawa-go e Gokayama                                              |        | Japão         | Gifu                | Cultural: (iv)(v)                   | 1995 | Situadas numa região montanhosa isolada, estas aldeias sobreviveram do cultivo de amoras e bicho-da-seda. As grandes casas com seus telhados de palha inclinados são os únicos exemplos desse tipo no Japão. Apesar da revolução econômica, as aldeias de Ogimachi, Ainokura e Suganuma são exemplos notáveis de um modo de vida tradicional perfeitamente adaptado ao meio ambiente e às circunstâncias sociais e econômicas. | [ 16 ] |
| Gruta de Seokguram e Templo de Bulguksa                                                    |        | Coreia do Sul | Gyeongsang do Norte | Cultural: (i)(iv)                   | 1995 | O complexo budista foi fundado no século VIII durante o Reino de Silla. A Gruta de Seokguram, uma gruta artificial construída em granito, é uma obra-prima da arte budista do Leste Asiático e abriga uma grande estátua de Buda. O Templo de Bulguksa foi concluído em 774, sendo composto por vários edifícios de madeira em terraços de pedra. | [ 17 ] |
| Templo de Haeinsa e o Janggyeong Panjeon, Depósito dos blocos de madeira Tripitaka Koreana |        | Coreia do Sul | Gyeongsang do Sul   | Cultural: (iV)(vi)                  | 1995 | Tripitaka Koreana é uma coleção de mais de 80.000 blocos de impressão xilográfica gravados no século XIII. Eles representam a coleção mais completa de textos, leis e tratados budistas. O Templo de Haeinsa foi erguido no século XV com o objetivo de armazenar os blocos de madeira com técnicas inovadoras para garantir sua conservação. | [ 18 ] |
| Santuário de Chongmyo                                                                      |        | Coreia do Sul | Sudogwon            | Cultural: (iv)                      | 1995 | O Santuário de Jongmyo é um santuário real confucionista que abriga as tábuas espirituais dos reis e rainhas da Dinastia Joseon. Originalmente construído no século XIV e destruído durante a invasão japonesa no século XVI, foi reconstruído no início do século XVII e permanece relativamente intacto desde então. | [ 19 ] |
| Memorial da Paz de Hiroshima (Cúpula Genbaku)                                              |        | Japão         | Hiroshima           | Cultural: (iv)                      | 1996 | O Memorial da Paz de Hiroshima foi a única estrutura que sobreviveu à explosão da primeira bomba atômica em 6 de agosto de 1945. Através dos esforços da comunidade local, o edifício foi preservado no mesmo estado em que se encontrava imediatamente após o bombardeio. Atualmente, o complexo configura um símbolo dos efeitos catastróficos dos armamentos nucleares além de simbolizar o desejo universal pela paz mundial e na resolução definitiva de todos os conflitos.                                                          | [ 20 ] |
| Santuário Xintoísta de Itsukushima                                                         |        | Japão         | Hiroshima           | Cultural: (i)(ii)(iii)(iv)(vi)      | 1996 | A Ilha de Itsukushima no Mar Interior de Seto têm sido um local sagrado do xintoísmo desde os tempos antigos. Os primeiros edifícios do santuário provavelmente foram erguidos no século VI enquanto o atual edifício data do século XII. O santuário demonstra o contraste de cor e forma entre as montanhas e o mar e ilustra o conceito japonês de beleza cênica, que combina natureza e criatividade humana. | [ 21 ] |
| Complexo de Palácios de Ch'angdokkgung                                                     |        | Coreia do Sul | Sudogwon            | Cultural: (ii)(iii)(iv)             | 1997 | O palácio foi construído no século XV durante a Dinastia Joseon e acabou incendiado durante a invasão japonesa no século XVI. Reconstruído, serviu como residência principal dos reis coreanos pelos 250 anos seguintes. A disposição dos palácios segue os princípios confucionistas com portões, pátios e áreas residenciais amplas. O palácio teve uma influência importante na arquitetura coreana. | [ 22 ] |
| Fortaleza de Hwasong                                                                       |        | Coreia do Sul | Gyeonggi            | Cultural: (ii)(iii)                 | 1997 | A fortaleza de pedra e alvenaria foi construída no final do século XVIII em Suwon durante o reinado de Jeongjo. A fortaleza incorpora as soluções militares contemporâneas da Europa e do Leste Asiático como comportas, torres de observação, baluartes e túneis. Foi usada para fins defensivos, administrativos e comerciais e permaneceu praticamente intacta até os dias atuais. | [ 23 ] |
| Monumentos Históricos da Antiga Nara                                                       |        | Japão         | Nara                | Cultural: (ii)(iii)(iv)(vi)         | 1998 | Nara serviu como capital do Japão de 710 a 784. Durante este período, a estrutura do governo nacional foi consolidada e a cidade desfrutou de grande prosperidade, emergindo como epicentro da cultura japonesa. Os monumentos históricos da cidade - templos budistas, santuários xintoístas e as ruínas escavadas do palácio imperial - fornecem uma ideia da vida cotidiana do Japão no século VIII. | [ 24 ] |
| Santuários e Templos de Nikko                                                              |        | Japão         | Tochigi             | Cultural: (i)(iV)(vi)               | 1999 | Os santuários e templos de Nikkō, junto com seu ambiente natural, foram por séculos um lugar sagrado conhecido por suas obras-primas arquitetônicas e decorativas. Eles estão intimamente associados à história do Xogunato Tokugawa. | [ 25 ] |
| Sítios Gusuku e Propriedades Relacionadas do Reino de Ryukyu                               |        | Japão         | Okinawa             | Cultural: (ii)(iii)(vi)             | 2000 | Quinhentos anos de história do Reino de Ryukyu (do século XII ao século XVII) são representados por este conjunto de sítios e monumentos que inclui ruínas de castelos em locais elevados e imponentes da região de Okinawa. Os extensos contatos econômicos e culturais das Ilhas Ryūkyū durante esse período deram origem a uma cultura única. | [ 26 ] |
| Áreas Históricas de Gyeongju                                                               |        | Coreia do Sul | Gyeongsang do Norte | Cultural: (ii)(iii)                 | 2000 | O Reino de Silla governou a Coreia de 57 a.C. a 935 d.C. O sítio listado compreende áreas com ruínas de templos budistas, palácios e edifícios relacionados. As estátuas de pedra, pagodes e demais monumentos representam alguns dos exemplos mais marcantes da arte budista na Coreia, datando principalmente entre os séculos VII e X. | [ 27 ] |